# Wambrechies

Wambrechies este o comună în departamentul Nord, Franța. În 1 ianuarie 2022 avea o populație de 10.984 de locuitori.